# Nektarios Alexandrou
Nektarios Alexandrou (Nicosia, 19 de diciembre de 1983) es un futbolista chipriota que juega de lateral izquierdo o extremo izquierdo en el Doxa Katokopias FC de la Primera División de Chipre. Es internacional con la selección de fútbol de Chipre.

## Palmarés

### APOEL
- Primera División de Chipre (10): 2002, 2004, 2009, 2011, 2013, 2014, 2015, 2016, 2017, 2018
- Copa de Chipre (3): 2006, 2014, 2015
- Supercopa de Chipre (6): 2002, 2004, 2008, 2009, 2011, 2013

### Larissa
- Copa de Grecia (1): 2007

## Clubes
| Club               | País   | Año         |
| ------------------ | ------ | ----------- |
| APOEL              | Chipre | 2000 - 2006 |
| Larissa            | Grecia | 2006 - 2008 |
| APOEL              | Chipre | 2008 - 2019 |
| Doxa Katokopias FC | Chipre | 2019 - Act. |